# Erik Petry
Erik Petry (* 1961 in Kassel) ist ein in der Schweiz lebender deutscher Historiker mit Schwerpunkt Judentum. Er ist Professor für Neuere Allgemeine und Jüdische Geschichte an der Dr. h.c. Emile Dreyfus Lehr- und Forschungsstelle für Jüdische Geschichte, Lehrbeauftragter für „Geschichte und Kultur der Juden im 19. und 20. Jahrhundert“ sowie stellvertretender Leiter des Zentrums für Jüdische Studien an der Universität Basel.
Seine Hauptarbeitsgebiete sind die Geschichte der Juden und Jüdinnen in Deutschland und der Schweiz in der Neuzeit, Zionismus, Geschichte des Antisemitismus, Geschichte des Nahen Ostens, Oral History und Gedächtnisgeschichte.

## Leben
Erik Petry studierte Mittlere und Neuere Geschichte, Wirtschafts- und Sozialgeschichte sowie Sportwissenschaft in Göttingen mit dem Abschluss Magister Artium (1989). Dazu studierte er einige Semester Volkskunde und belegte Lehrveranstaltungen in Germanistik. Ab 1992 hatte er mehrere längere Forschungsaufenthalte in Israel (einzelne Projekte wurden gefördert u. a. vom Deutschen Akademischen Austauschdienst und von Rotary Israel und Deutschland). Von Juni 1997 bis Oktober 1998 hatte er seinen Wohnsitz in Israel. 1997 war er Projektkoordinator der Ausstellung „100 Jahre Erster Zionistenkongress in Basel“. Seit Oktober 1998 ist er am Zentrum für Jüdische Studien tätig, zuerst als wissenschaftlicher Assistent, seit August 2009 als Wissenschaftlicher Mitarbeiter, seit 2016 als ordentlicher Professor.
Im Jahr 1998 hatte er an der Universität Göttingen mit der Arbeit „Deutsche Juden und die Erste Alija – Eine Studie über den frühen Zionismus 1882–1900“  promoviert (Dr. phil.). Sie erschien 2004 unter dem Titel „Ländliche Kolonisation in Palästina. Deutsche Juden und früher Zionismus am Ende des 19. Jahrhunderts“. Seit 2003 ist Erik Petry Präsident der Schweizerischen Gesellschaft für Judaistische Forschung. 2010 habilitierte er sich mit der Arbeit „Das ‚Pack‘ in Zürich. Ein Versuch über Lebenswelt, Oral History, Gedächtnis und Erinnerung“.
Neben der universitären Lehre und Forschung ist er noch in verschiedenen wissenschaftsbasierten Bereichen tätig: Experte bei Schweizer Jugend forscht, bis 2010 Mitglied im Leitungsteam von „Likrat“ (Leadership- und Kommunikationsausbildung jüdischer Jugendlicher, wird in der Schweiz und in Deutschland angeboten), verantwortlich für die Gestaltung mehrerer Ausstellungen, Workshops und Vorträge zum Thema „Nahostkonflikt“ sowie Veranstaltungen im Rahmen der Lehrerfortbildung in der Schweiz und in Polen.
Seit 2024 ist Erik Petry Mitglied des Stiftungsrats der Schweizer Gesellschaft gegen Rassismus und Antisemitismus (GRA). Zudem ist er Mitglied der Kommission für das Historische Museum Basel.

## Auszeichnungen
- 2019: Teaching Excellence Award für Modern Scholarship